# Iwan Kondarew
Iwan Kondarew (bułg. Иван Кондарев) – bułgarski film fabularny w reżyserii Nikoły Korabowa z 1974 r., na motywach powieści Emiliana Stanewa.

## Opis fabuły
Akcja filmu rozgrywa się w latach 1922-1923. W prowincjonalnym mieście pracę nauczyciela podejmuje były żołnierz, Iwan Kondarew. Za pośrednictwem znajomej, Christiny Włajewej nawiązuje kontakt ze środowiskiem socjalistów. Po przewrocie 9 czerwca 1923, w wyniku którego zostaje obalony rząd Aleksandra Stambolijskiego Kondarew bierze udział w przygotowaniach do powstania. Do miasta wkraczają oddziały rządowe, a Kondarew trafia do więzienia.

## Obsada
- Anton Gorczew jako Iwan Kondarew
- Katja Paskalewa jako Christina Wlajewa
- Stefan Danaiłow jako Kostadin Dżupunow
- Kristian Fokow jako Koljo Raczikow
- Cwetana Manewa jako Dusia
- Georgi Stojanow jako Korfonosow
- Georgi Czerkełow
- Rosica Danaiłowa
- Wasił Dimitrow

## Nagrody i wyróżnienia
- Nagroda Złota Róża na Festiwalu Filmowym w Warnie, 1973 dla Katii Paskalewej.
- Nagroda jury na Międzynarodowym Festiwalu Filmowym w San Remo 1975, dla reżysera Nikoły Korabowa.
- Nagroda na Międzynarodowym Festiwalu Filmów Fabularnych w Santaren 1975 – jedno z czterech wyróżnień dla najlepszych filmów.